# Узундере
Узундере (тур. Uzundere) — город и район в провинции Эрзурум (Турция).